# Норов, Николай Николаевич
Николай Николаевич Норов (1800—1860) — российский государственный и общественный деятель, сенатор, тайный советник (1855). Товарищ Министра финансов Российской империи (1853—1855).  Композитор, автор ряда фортепьянных пьес и романсов, написанных и изданных совместно  с  И. Ф. Ласковским.

## Биография
Из дворян Норовых, сын майора Николая Александровича Норова (1768— 1847) и княгини Анны Васильевны Голицыной (1770—1847).
На военной службе с 1818 года, произведён в офицеры в 1820 году. 
С 1839 года статский советник, обер-прокурор  Третьего, с 1845 года Пятого департаментов Правительствующего Сената. В 1841 году произведён в действительные статские советники.
С 1853 года назначен товарищем министра финансов П. Ф. Брока и сенатором    Правительствующего Сената. В 1855 году произведён в тайные советники. Был награждён всеми российскими орденами вплоть до ордена Святого Александра Невского, пожалованного ему 1 января 1858 года.